# Julio Pólux
Julio Pólux (en griego Ιούλιος Πολυδεύκης) (siglo II) fue un retórico y lexicógrafo alejandrino que enseñó en Atenas, en donde fue nombrado profesor de retórica en la Academia platónica por iniciativa del emperador Cómodo (según dice Filóstrato en su Vidas de los sofistas, en reconocimiento a su voz melodiosa).

## Obras
Ninguna de sus obras de retórica se ha conservado, sólo sus títulos en la Suda. Su única obra conservada es el Onomástico, escrito en torno al año 170, un léxico del griego ático dividido en diez libros y ordenado no de forma alfabética, sino por materias; por ejemplo, lista hasta treinta y tres improperios que se pueden dirigir a un recaudador de impuestos. Proporciona mucha información valiosa sobre varios aspectos de la antigüedad clásica: objetos de la vida diaria, el teatro, la política… a la vez que cita numerosos pasajes de autores antiguos. Probablemente Luciano satiriza a este autor mediante el personaje de Lexifanes (etimológicamente, "el que muestra palabras"), sátira de un individuo afectado que usa palabras obsoletas.
Una traducción al latín, hecha en Venecia en 1502, hizo la obra de Julio Pólux accesible a los anticuaristas y estudiosos del Renacimiento; también a los anatomistas, que adoptaron palabras griegas poco usuales para designar partes del cuerpo humano. Julio Pólux fue una fuente preciosa para la elaboración, por William Smith, del Dictionary of Greek and Roman Antiquities de 1842. 